# 公館蟾蜍精
公館蟾蜍精，是台灣民間傳說中的蟾蜍妖怪，因為經常危害當地居民而被殺害，並且變成台北市的蟾蜍山。

## 傳說
蟾蜍精出現於今日台北市公館地區，據說牠經常吐出毒物毒死作物和家畜，有時甚至還會吃人，讓當地居民苦不堪言。後來呂洞賓仙公下凡成功降伏蟾蜍精，蟾蜍精就變成今日的蟾蜍山，仙跡岩上的腳印則是鬥法過程中呂仙公力道太深而留下來的。
另有傳說認為降伏牠的人是劉海仙翁；或是率軍經過的鄭成功用傳說中的大砲龍碽打爛其嘴巴（或說尾巴），讓牠嚇得不敢作亂，直到公館開新路時因腳被切斷而死。

## 類似傳說
新竹縣油羅溪的蟾蜍石傳說，跟公館的蟾蜍山傳說頗為相似。